# Comuna Colăceni, Tarutino
Colăceni (în ucraineană Калачівка, transliterat: Kalacivka) este o comună în raionul Tarutino, regiunea Odesa, Ucraina, formată din satele Colăceni (reședința) și Minciuna.

## Demografie
Componența lingvistică a comunei Colăceni
     Română (36,82%)
     Ucraineană (24,17%)
     Rusă (22,78%)
     Bulgară (14,04%)
     Alte limbi (0,58%)
Conform recensământului din 2001, nu exista o limbă vorbită de majoritatea populației, aceasta fiind compusă din vorbitori de română (36,82%), ucraineană (24,17%), rusă (22,78%), bulgară (14,04%) și găgăuză (1,15%).